# Eugenia (botanica)
Eugenia (P.Micheli ex L., 1753) è un genere di alberi e arbusti appartenente alla famiglia delle Myrtaceae, diffuso nelle zone a clima tropicale e subtropicale di America, Africa, Asia ed Oceania. Sono in genere specie sempreverdi.

## Distribuzione e habitat
Il maggior centro di differenziazione di questo genere si trova in Sudamerica, centri secondari sono in Madagascar e in Nuova Caledonia. Il genere è presente anche nell'Africa subsahariana e in Australia.

## Tassonomia
Il genere Eugenia, che è stato descritto per la prima volta nel 1753 da Linneo nel suo Species Plantarum come composto da sole 5 specie, è arrivato a comprenderne al suo interno 1156.